# Башхаджиев, Тамерлан
Тамерла́н Башхаджи́ев (26 октября 1978 года, Гудермес, Чечено-Ингушская АССР, РСФСР, СССР) — российский чеченский пауэрлифтер, призёр Кубка России, чемпион мира, мастер спорта России международного класса.

## Спортивные результаты
| Дата               | Место проведения    | Турнир                                                                               | Итоговое место | Весовая категория | Собственный вес (кг) | Приседания  | Жим         | Тяга        | Сумма       | Дивизион       |
| ------------------ | ------------------- | ------------------------------------------------------------------------------------ | -------------- | ----------------- | -------------------- | ----------- | ----------- | ----------- | ----------- | -------------- |
| 29 мая–3 июня 2012 | Сочи                | Чемпионат мира IPA по жиму                                                           | 1              | 125               | 120,25               | —           | 245         | —           | —           | без экипировки |
| 16—21 февраля 2010 | Челябинск           | Чемпионат России по пауэрлифтингу                                                    | —              | 125               | 118,45               | Снят врачом | Снят врачом | Снят врачом | Снят врачом | в экипировке   |
| 20–22 января 2010  | Чечня               | Территориальный чемпионат Южного и Центрального федеральных округов по пауэрлифтингу | 1              | 125               | 121,30               | 400         | 270         | 350         | 1020        |                |
| 20—24 августа 2008 | Бердск              | Кубок России по пауэрлифтингу                                                        | 3              | 125               | 123,00               | 390         | 270         | 350         | 1010        | в экипировке   |
| 21–25 мая 2008     | Санкт-Петербург     | 15-й Кубок Санкт-Петербурга по пауэрлифтингу                                         | 1              | 125               | 120,95               | 400         | 250         | 350         | 1000        | в экипировке   |
| 23—27 января 2008  | Курск               | Территориальный чемпионат Южного и Центрального федеральных округов России           | 3              | 125               | 116,30               | 370         | 240         | 350         | 960         | в экипировке   |
| 19–21 января 2007  | Камышин             | Чемпионат Южного федерального округа России                                          | 2              | 110               | 109,15               | 340         | 210         | 320         | 870         | в экипировке   |
| 2–6 марта 2005     | Казань              | Чемпионат России ФПР по пауэрлифтингу                                                | 14             | 110               | 105,65               | 340         | 210         | 320         | 870         | в экипировке   |
| 27–30 января 2005  | Ставропольский край | Территориальный чемпионат Центрального и Южного федеральных округов России           | 3              | 100               | 100,00               | 330         | 200         | 300         | 830         | в экипировке   |
| 25-29 августа 2004 | Воронеж             | Кубок России по пауэрлифтингу                                                        | —              | 110               | 104,00               | 330         | 210         | 330         | 870         | в экипировке   |
| 10–14 марта 2004   | Красноярск          | Чемпионат России ФПР по пауэрлифтингу                                                | 12             | 100               | 98,35                | 300         | 205         | 300         | 805         | в экипировке   |
| 1–2 октября 2003   | Сыктывкар           | Кубок России по пауэрлифтингу                                                        | 18             | 100               | —                    | 300         | 180         | 300         | 760         | в экипировке   |